# 노사신
노사신(盧思愼, 1427년 ∼ 1498년)은 조선 전기의 외척 출신 문신 겸 관료이자 학자이다. 자는 자반(子胖)이고, 호는 보진재(葆眞齋)·천은당(天隱堂)이며 본관은 교하이다. 시호는 문광(文匡)이다.
교하노씨. 이유(李瑈)의 총자(寵子)이자 남이의 변(變)에 가담하고 역적 임사홍을 인척으로 둔 권력점철인(人).
세종대왕의 처조카이자 심온의 외손자로, 소헌왕후는 그의 이모였다. 또한 태종 이방원에게는 처종손으로 원경왕후가 노사신의 할머니와 자매간이었다. 훗날 대한민국에서 제13대 대통령을 지내는 노태우의 직계 조상이기도 하다. 조선 연산군조에 의정부영의정을 지내고 선성부원군(宣城府院君)에 봉작되었다.

## 생애

### 인척 관계
그는 세종대왕의 처조카이자 이중 사돈이었다. 아버지는 동지돈녕부사를 지낸 노물재이고 어머니는 정부인 청송 심씨로 세종의 국구 영의정 청천부원군 안효공 심온의 딸이다. 할아버지는 우의정 공숙공 노한(盧閈)이고, 할머니는 여흥 민씨인데 원경왕후의 여동생이자 태종의 국구 문하부 좌정승 여흥백 문도공 민제의 딸이다. 민제의 두 사위 태종과 노한(盧閈)이 모두 심온과 사돈지간이다.
이모 소헌왕후의 남편인 세종대왕은 할머니 여흥민씨의 언니의 아들이자 대이모 원경왕후의 아들로 이모부이면서 이종숙부이기도 하다. 또한 심온의 아들 영의정 심회와 영중추원사 심준은 노사신의 외삼촌으로, 노사신의 진외증조부 민제의 셋째아들 여원군 민무휼의 사위이기도 하다.
그의 가계는 할머니는 태종비 원경왕후의 여동생, 어머니는 세종비 소헌왕후의 여동생으로 2대에 걸쳐 왕실과 인척관계를 형성했다. 또한 노사신의 두 외삼촌은 할머니의 남동생 민무휼의 사위가 되는 기묘한 인척관계를 형성했다.

### 관료 생활
단종 때 문과에 급제하였으며, 수양대군의 편에 섰다. 세조 반정으로 세조가 즉위하자 여러 벼슬을 거쳐 승정원도승지를 지냈다. 1467년 건주위 토벌에 출정하여 공을 세워 그해 12월 군공 2등(軍功二等)에 녹훈되고 1자급 특진하였다. 호조판서로 있을 때 왕명으로 <경국대전> 중 <호전(戶典)>을 맡아 편찬하였다. 그리고 이조판서를 겸하기도 했다. 1498년 무오사화 때는 훈구파의 중신 중 한사람으로서 유자광 등과 함께 김종직을 규탄하는 데 동조했다. 그리고 성종 때, 우참찬, 좌참찬, 우찬성, 좌찬성, 우의정, 좌의정을 거쳐, 연산군 때 영의정에 이르렀다.
그러나 사림파 전부를 몰아내는 것에는 반대하여 많은 선비를 구제하였다. <삼국사절요> <여지승람>을 편찬하였으며, 서거정, 허종등과 함께 <향약집성방>을 한글로 번역하였다. 대한민국의 제13대 대통령 노태우의 15대조이다.

## 가족 관계
- 조부 : 노한(盧閈, 1376 ~ 1443)
- 조모 : 여흥 민씨 - 태종의 정비 원경왕후의 여동생 
  - 부친 : 노물재(盧物載, ? ~ 1446)
- 외조부 : 심온(沈溫, 1375 ~ 1418)
- 외조모 : 삼한국대부인 순흥 안씨(三韓國大夫人 順興 安氏, ? ~ 1444)
  - 모친 : 청송 심씨(1399 ~ ?) - 세종의 정비 소헌왕후의 여동생
    - 형 : 노회신(盧懷愼)
    - 형 : 노유신(盧由愼)
    - 남동생 : 노호신(盧好愼)
    - 부인 : 청주 경씨 - 경유근(慶由謹)의 딸
      - 장남 : 노공필(盧公弼, 1445 ~ 1516)
      - 차남 : 노공저(盧公著, 1449 ~ ?)
      - 3남 : 노공석(盧公奭, 1451 ~ ?)
      - 4남 : 노공유(盧公裕, 1458 ~ ?)
      - 장녀 : 교하 노씨(交河 盧氏, 1460 ~ ?) - 구장손(具長孫)의 처

## 관련 작품

### 드라마
- 《설중매》 (MBC, 1984년~1984년 배우:김용건)
- 《한명회》 (KBS 2TV, 1994년~1994년 배우:임혁)
- 《왕과 비》 (KBS 1TV, 1998년~2000년 배우:박칠용)
- 《왕과 나》 (SBS, 2007년~2008년 배우:이성)
- 《인수대비》 (JTBC, 2011년~2012년 배우:이영후)
- 《역적 : 백성을 훔친 도적》 (MBC, 2017년~2017년 배우:안석환)

## 같이 보기
| - 민변 - 민제 - 심온 - 태종 - 세종대왕 - 원경왕후 - 소헌왕후 - 영빈 강씨 | - 민무휼 - 세조 - 계유정난 - 세조 찬위 - 한명회 - 권람 - 신숙주 - 서거정 | - 무오사화 - 김종직 - 경국대전 - 노태우 - 노무현 |

| 전임 이극배 | 조선의 섭정 1495년 3월 ~ 1495년 9월 | 후임 신승선 |